# Cerapteryx tricuspis
Cerapteryx tricuspis är en fjärilsart som beskrevs av Eugen Johann Christoph Esper 1788. Cerapteryx tricuspis ingår i släktet Cerapteryx och familjen nattflyn. Inga underarter finns listade i Catalogue of Life.